# Opel 24/50 PS
Der Opel 24/50 PS war ein PKW der Oberklasse, den die Adam Opel KG von 1910 bis Ende 1912 als Nachfolger des Modells 25/40 PS baute.

## Geschichte und Technik
Der Wagen hatte einen seitengesteuerten Vierzylinder-Blockmotor mit 6232 cm³ Hubraum (Bohrung × Hub = 115 mm × 150 mm), der 50 PS (37 kW) bei 1400/min. leistete. Der Motor war wassergekühlt und das Kühlwasser wurde durch eine Zentrifugalpumpe gefördert. Die Motorleistung wurde über eine Lederkonuskupplung, ein manuelles Vierganggetriebe und eine Kardanwelle an die Hinterachse weitergeleitet. Damit erreichte der Wagen eine Höchstgeschwindigkeit von 85 km/h.
Am Stahl-U-Profilrahmen waren die beiden Starrachsen an dreiviertelelliptischen Längsblattfedern aufgehängt. Die Betriebsbremse war als Innenbackenbremse ausgeführt und wirkte auf die Getriebeausgangswelle. Die Handbremse bestand aus Trommelbremsen nur an den Hinterrädern.
Anfangs war der Wagen als viersitziger Doppelphaeton, als viertürige Pullman-Limousine und als ebensolches Landaulet erhältlich. Anfang 1912 wurde ein viertüriger Torpedo als zusätzliche Variante eingeführt. Die billigste Variante (Doppelphaeton) kostete 13.000 RM.
Der 24/50 PS wurde bis Ende 1912 gebaut. Dann ersetzte ihn das Modell 25/55 PS.